# Fase 1 2021 (Perú)
La Fase 1 2021 (también llamado Torneo Apertura 2021) fue el primero de los dos torneos cortos que conforman la Liga 1 2021. Empezó el 12 de marzo y finalizó el 30 de mayo de 2021.

## Formato
Dado el contexto de la pandemia de covid-19, se decidió que se jugase únicamente en Lima Metropolitana y Callao. Con ello, se delineó que los dieciocho equipos se dividiesen en dos grupos. En cada grupo jugarán mediante el sistema de todos contra todos una única vuelta, y los equipos que no estén programados para jugar con algún equipo de su propio grupo lo harán entre sí, duplas que fueron definidas previamente en su mayoría por cercanía geográfica, incluyendo duelos entre equipos de una misma provincia, como en los casos puntuales del Callao, Cusco y Trujillo. Al término de las nueve fechas, los primeros de cada grupo jugarán solo un partido para definir al ganador.
| Estadios                 |                          |                              |                              |                           |                           |
|                          |                          |                              |                              |                           |                           |
| Estadio Alberto Gallardo | Estadio Alberto Gallardo | Estadio Alejandro Villanueva | Estadio Alejandro Villanueva | Estadio Iván Elías Moreno | Estadio Iván Elías Moreno |
|                          |                          |                              |                              |                           |                           |
| Estadio Miguel Grau      | Estadio Miguel Grau      | Estadio Monumental           | Estadio Monumental           | Estadio Nacional          | Estadio Nacional          |
|                          |                          |                              |                              |                           |                           |
|                          | Campo N.° 2 de la Videna |                              |                              |                           |                           |

## Equipos participantes
| Equipo                           | Entrenador         | Proveedor    | Auspiciador                |
| -------------------------------- | ------------------ | ------------ | -------------------------- |
| Academia Cantolao                | Jorge Espejo       | Verco        | BetGana Triathlon          |
| Alianza Atlético                 | Jahir Butrón       | Walon        | Caja Sullana               |
| Alianza Lima                     | Carlos Bustos      | Nike         | Banco Pichincha            |
| Alianza Universidad              | Ronny Revollar     | Convert      | UDH                        |
| Ayacucho FC                      | Walter Fiori       | Real         | Coop. Santa María          |
| Carlos A. Mannucci               | Pablo Peirano      | Walon        | UPAO                       |
| Cienciano                        | Marcelo Grioni     | New Athletic | Caja Huancayo              |
| Cusco FC                         | Carlos Ramacciotti | Walon        | Caja Cusco                 |
| Deportivo Binacional             | Cesar Vaioli       | New Athletic |                            |
| Deportivo Municipal              | Franco Navarro     | Umbro        |                            |
| FBC Melgar                       | Néstor Lorenzo     | Walon        |                            |
| Sport Boys                       | Gustavo Álvarez    | Sfera3       |                            |
| Sport Huancayo                   | Wilmar Valencia    | New Athetic  | Caja Huancayo              |
| Sporting Cristal                 | Roberto Mosquera   | Adidas       | Cerveza Cristal Caja Piura |
| Universidad César Vallejo        | José del Solar     | Real         | UCV                        |
| Universidad San Martín           | Héctor Bidoglio    | Umbro        | USMP                       |
| Universidad Técnica de Cajamarca | Pablo Garabello    | Real         |                            |
| Universitario                    | Ángel Comizzo      | Marathon     | Caja Huancayo              |

## Clasificación

### Tablas de posiciones
| Liguilla A | Liguilla A         | Liguilla A | Liguilla A | Liguilla A | Liguilla A | Liguilla A | Liguilla A | Liguilla A | Liguilla A | Liguilla A                        |
| Pos.       | Equipo             | PJ         | PG         | PE         | PP         | GF         | GC         | DG         | Pts.       | Clasificación                     |
| ---------- | ------------------ | ---------- | ---------- | ---------- | ---------- | ---------- | ---------- | ---------- | ---------- | --------------------------------- |
| 1.°        | Univ. San Martín   | 9          | 6          | 1          | 2          | 10         | 6          | +4         | 19         | Avanza a la definición del torneo |
| 2.°        | Ayacucho FC        | 9          | 3          | 6          | 0          | 16         | 10         | +6         | 15         |                                   |
| 3.°        | Universitario      | 9          | 4          | 3          | 2          | 12         | 11         | +1         | 15         |                                   |
| 4.°        | Cienciano          | 9          | 4          | 2          | 3          | 14         | 12         | +2         | 14         |                                   |
| 5.°        | Carlos A. Mannucci | 9          | 3          | 3          | 3          | 13         | 14         | -1         | 12         |                                   |
| 6.°        | Alianza Atlético   | 9          | 3          | 1          | 5          | 10         | 9          | +1         | 10         |                                   |
| 7.°        | UTC                | 9          | 3          | 1          | 5          | 9          | 12         | -3         | 10         |                                   |
| 8.°        | Academia Cantolao  | 9          | 3          | 1          | 5          | 8          | 13         | -5         | 10         |                                   |
| 9.°        | FBC Melgar         | 9          | 2          | 3          | 4          | 11         | 12         | -1         | 9          |                                   |

| Liguilla B | Liguilla B           | Liguilla B | Liguilla B | Liguilla B | Liguilla B | Liguilla B | Liguilla B | Liguilla B | Liguilla B | Liguilla B                        |
| Pos.       | Equipo               | PJ         | PG         | PE         | PP         | GF         | GC         | DG         | Pts.       | Clasificación                     |
| ---------- | -------------------- | ---------- | ---------- | ---------- | ---------- | ---------- | ---------- | ---------- | ---------- | --------------------------------- |
| 1.°        | Sporting Cristal (G) | 9          | 8          | 0          | 1          | 18         | 6          | +12        | 24         | Avanza a la definición del torneo |
| 2.°        | Univ. César Vallejo  | 9          | 5          | 3          | 1          | 17         | 8          | +9         | 18         |                                   |
| 3.°        | Alianza Lima         | 9          | 4          | 4          | 1          | 12         | 6          | +6         | 16         |                                   |
| 4.°        | Sport Huancayo       | 9          | 3          | 3          | 3          | 8          | 9          | -1         | 12         |                                   |
| 5.°        | Sport Boys           | 9          | 3          | 1          | 5          | 12         | 14         | -2         | 10         |                                   |
| 6.°        | Alianza Universidad  | 9          | 3          | 1          | 5          | 8          | 13         | -5         | 10         |                                   |
| 7.°        | Cusco FC             | 9          | 1          | 5          | 3          | 12         | 13         | -1         | 8          |                                   |
| 8.°        | Deportivo Municipal  | 9          | 2          | 1          | 6          | 6          | 15         | -9         | 7          |                                   |
| 9.°        | Deportivo Binacional | 9          | 1          | 1          | 7          | 8          | 21         | -13        | 4          |                                   |

Fuente: DeChalaca
Reglas de clasificación: 1) Puntos; 2) Diferencia de goles; 3) Goles a favor; 4) Sorteo.
Si hay equipos con el mismo puntaje en el primer puesto: 2) Play-off.
(G) Ganador Fase 1.
Notas:
|  |

### Evolución de la clasificación
| Liguilla A             | Liguilla A | Liguilla A | Liguilla A | Liguilla A | Liguilla A | Liguilla A | Liguilla A | Liguilla A | Liguilla A |
| Equipo / Fecha         | 1          | 2          | 3          | 4          | 5          | 6          | 7          | 8          | 9          |
| ---------------------- | ---------- | ---------- | ---------- | ---------- | ---------- | ---------- | ---------- | ---------- | ---------- |
| Universidad San Martín | 7          | 3          | 5          | 7          | 5          | 3          | 3          | 1          | 1          |
| Ayacucho               | 6          | 8          | 4          | 2          | 2          | 2          | 2          | 2          | 2          |
| Universitario          | 4          | 7          | 8          | 6          | 7          | 5          | 4          | 4          | 3          |
| Cienciano              | 2          | 2          | 2          | 1          | 1          | 1          | 1          | 3          | 4          |
| Carlos A. Mannucci     | 1          | 1          | 1          | 3          | 4          | 6          | 5          | 5          | 5          |
| Alianza Atlético       | 5          | 9          | 9          | 9          | 8          | 8          | 7          | 8          | 6          |
| UTC                    | 8          | 6          | 7          | 5          | 3          | 4          | 6          | 6          | 7          |
| Cantolao               | 9          | 4          | 6          | 8          | 9          | 9          | 9          | 7          | 8          |
| Melgar                 | 3          | 5          | 3          | 4          | 6          | 7          | 8          | 9          | 9          |

| Liguilla B                | Liguilla B | Liguilla B | Liguilla B | Liguilla B | Liguilla B | Liguilla B | Liguilla B | Liguilla B | Liguilla B |
| Equipo / Fecha            | 1          | 2          | 3          | 4          | 5          | 6          | 7          | 8          | 9          |
| ------------------------- | ---------- | ---------- | ---------- | ---------- | ---------- | ---------- | ---------- | ---------- | ---------- |
| Sporting Cristal          | 1          | 1          | 1          | 1          | 1          | 1          | 1          | 1          | 1          |
| Universidad César Vallejo | 2          | 4          | 2          | 2          | 2          | 2          | 2          | 2          | 2          |
| Alianza Lima              | 5          | 6          | 7          | 5          | 5          | 6          | 5          | 3          | 3          |
| Sport Huancayo            | 4          | 2          | 3          | 3          | 3          | 3          | 3          | 4          | 4          |
| Sport Boys                | 6          | 8          | 5          | 6          | 6          | 5          | 6          | 6          | 5          |
| Alianza Universidad       | 3          | 3          | 4          | 4          | 4          | 4          | 4          | 5          | 6          |
| Cusco                     | 7          | 5          | 6          | 7          | 7          | 7          | 8          | 8          | 7          |
| Deportivo Municipal       | 8          | 7          | 8          | 9          | 8          | 9          | 7          | 7          | 8          |
| Binacional                | 9          | 9          | 9          | 8          | 9          | 8          | 9          | 9          | 9          |

| 1. 2. 3. 4. |

## Resultados
| Fecha 1             | Fecha 1    | Fecha 1             | Fecha 1              | Fecha 1     | Fecha 1    | Fecha 1    |
| Equipo 1            | Resultado  | Equipo 2            | Estadio              | Fecha       | Hora       | TV         |
| Liguilla A          | Liguilla A | Liguilla A          | Liguilla A           | Liguilla A  | Liguilla A | Liguilla A |
| ------------------- | ---------- | ------------------- | -------------------- | ----------- | ---------- | ---------- |
| Cienciano           | 1 - 0      | UTC                 | Videna FPF           | 12 de marzo | 15:30      | Gol Perú   |
| Carlos A. Mannucci  | 2 - 0      | Academia Cantolao   | Alberto Gallardo     | 13 de marzo | 11:00      | Gol Perú   |
| Universitario       | 1 - 1      | FBC Melgar          | Alberto Gallardo     | 13 de marzo | 15:30      | Gol Perú   |
| Ayacucho FC         | 2 - 2      | Univ. San Martín    | Iván Elías Moreno    | 7 de abril  | 15:30      | Gol Perú   |
| Liguilla B          |            |                     |                      |             |            |            |
| Deportivo Municipal | 0 - 1      | Sport Huancayo      | Monumental           | 12 de marzo | 13:15      | Gol Perú   |
| Binacional          | 0 - 4      | Sporting Cristal    | Monumental           | 12 de marzo | 18:00      | Gol Perú   |
| Sport Boys          | 2 - 3      | Univ. César Vallejo | Alejandro Villanueva | 13 de marzo | 18:00      | Gol Perú   |
| Alianza Universidad | 1 - 0      | Cusco FC            | Iván Elías Moreno    | 15 de marzo | 15:30      | Gol Perú   |
| Clásico de la fecha |            |                     |                      |             |            |            |
| Alianza Atlético    | 0 - 0      | Alianza Lima        | Alberto Gallardo     | 12 de mayo  | 15:30      | Gol Perú   |

| Fecha 2             | Fecha 2    | Fecha 2             | Fecha 2              | Fecha 2     | Fecha 2    | Fecha 2    |
| Equipo 1            | Resultado  | Equipo 2            | Estadio              | Fecha       | Hora       | TV         |
| Liguilla A          | Liguilla A | Liguilla A          | Liguilla A           | Liguilla A  | Liguilla A | Liguilla A |
| ------------------- | ---------- | ------------------- | -------------------- | ----------- | ---------- | ---------- |
| Academia Cantolao   | 3 - 1      | Universitario       | Iván Elías Moreno    | 19 de marzo | 15:00      | Gol Perú   |
| Univ. San Martín    | 2 - 1      | Alianza Atlético    | Iván Elías Moreno    | 20 de marzo | 13:15      | Gol Perú   |
| UTC                 | 2 - 2      | Carlos A. Mannucci  | Alberto Gallardo     | 22 de marzo | 15:30      | Gol Perú   |
| FBC Melgar          | 0 - 0      | Ayacucho FC         | Iván Elías Moreno    | 12 de abril | 15:30      | Gol Perú   |
| Liguilla B          |            |                     |                      |             |            |            |
| Sporting Cristal    | 1 - 0      | Sport Boys          | Alejandro Villanueva | 19 de marzo | 18:00      | Gol Perú   |
| Sport Huancayo      | 3 - 0      | Binacional          | Alberto Gallardo     | 22 de marzo | 11:00      | Gol Perú   |
| Univ. César Vallejo | 0 - 1      | Alianza Universidad | Alejandro Villanueva | 22 de marzo | 13:15      | Gol Perú   |
| Alianza Lima        | 1 - 0      | Deportivo Municipal | Alberto Gallardo     | 6 de abril  | 15:30      | Gol Perú   |
| Clásico de la fecha |            |                     |                      |             |            |            |
| Cusco FC            | 2 - 2      | Cienciano           | Videna FPF           | 20 de marzo | 15:30      | Gol Perú   |

| Fecha 3             | Fecha 3    | Fecha 3             | Fecha 3              | Fecha 3     | Fecha 3    | Fecha 3    |
| Equipo 1            | Resultado  | Equipo 2            | Estadio              | Fecha       | Hora       | TV         |
| Liguilla A          | Liguilla A | Liguilla A          | Liguilla A           | Liguilla A  | Liguilla A | Liguilla A |
| ------------------- | ---------- | ------------------- | -------------------- | ----------- | ---------- | ---------- |
| Cienciano           | 1 - 0      | Alianza Atlético    | Iván Elías Moreno    | 27 de marzo | 11:00      | Gol Perú   |
| FBC Melgar          | 3 - 0      | Academia Cantolao   | Alejandro Villanueva | 27 de marzo | 13:15      | Gol Perú   |
| Carlos A. Mannucci  | 2 - 0      | Univ. San Martín    | Alejandro Villanueva | 27 de marzo | 18:00      | Gol Perú   |
| Universitario       | 1 - 0      | UTC                 | Iván Elías Moreno    | 10 de mayo  | 15:30      | Gol Perú   |
| Liguilla B          |            |                     |                      |             |            |            |
| Sport Boys          | 3 - 2      | Binacional          | Monumental           | 29 de marzo | 13:15      | Gol Perú   |
| Alianza Universidad | 0 - 3      | Sporting Cristal    | Alejandro Villanueva | 29 de marzo | 15:30      | Gol Perú   |
| Deportivo Municipal | 0 - 4      | Univ. César Vallejo | Monumental           | 29 de marzo | 18:00      | Gol Perú   |
| Alianza Lima        | 2 - 2      | Cusco FC            | Alberto Gallardo     | 30 de marzo | 15:30      | Gol Perú   |
| Clásico de la fecha |            |                     |                      |             |            |            |
| Ayacucho FC         | 3 - 0      | Sport Huancayo      | Miguel Grau          | 31 de marzo | 15:30      | Gol Perú   |

| Fecha 4             | Fecha 4    | Fecha 4             | Fecha 4              | Fecha 4     | Fecha 4    | Fecha 4    |
| Equipo 1            | Resultado  | Equipo 2            | Estadio              | Fecha       | Hora       | TV         |
| Liguilla A          | Liguilla A | Liguilla A          | Liguilla A           | Liguilla A  | Liguilla A | Liguilla A |
| ------------------- | ---------- | ------------------- | -------------------- | ----------- | ---------- | ---------- |
| Academia Cantolao   | 0 - 2      | Cienciano           | Monumental           | 14 de abril | 13:15      | Gol Perú   |
| Alianza Atlético    | 0 - 1      | Ayacucho FC         | Iván Elías Moreno    | 15 de abril | 11:00      | Gol Perú   |
| Univ. San Martín    | 0 - 1      | Universitario       | Iván Elías Moreno    | 15 de abril | 15:30      | Gol Perú   |
| UTC                 | 3 - 1      | FBC Melgar          | Alejandro Villanueva | 15 de abril | 18:00      | Gol Perú   |
| Liguilla B          |            |                     |                      |             |            |            |
| Cusco FC            | 2 - 2      | Sport Boys          | Alejandro Villanueva | 13 de abril | 13:15      | Gol Perú   |
| Binacional          | 2 - 1      | Alianza Universidad | Alberto Gallardo     | 13 de abril | 15:30      | Gol Perú   |
| Sporting Cristal    | 3 - 1      | Deportivo Municipal | Alejandro Villanueva | 13 de abril | 18:00      | Gol Perú   |
| Sport Huancayo      | 0 - 0      | Alianza Lima        | Alberto Gallardo     | 14 de abril | 15:30      | Gol Perú   |
| Clásico de la fecha |            |                     |                      |             |            |            |
| Univ. César Vallejo | 2 - 1      | Carlos A. Mannucci  | Monumental           | 14 de abril | 18:00      | Gol Perú   |

| Fecha 5             | Fecha 5    | Fecha 5             | Fecha 5              | Fecha 5     | Fecha 5    | Fecha 5    |
| Equipo 1            | Resultado  | Equipo 2            | Estadio              | Fecha       | Hora       | TV         |
| Liguilla A          | Liguilla A | Liguilla A          | Liguilla A           | Liguilla A  | Liguilla A | Liguilla A |
| ------------------- | ---------- | ------------------- | -------------------- | ----------- | ---------- | ---------- |
| Academia Cantolao   | 0 - 1      | UTC                 | Alejandro Villanueva | 23 de abril | 13:15      | Gol Perú   |
| Ayacucho FC         | 1 - 1      | Cienciano           | Alejandro Villanueva | 23 de abril | 18:00      | Gol Perú   |
| FBC Melgar          | 0 - 2      | Univ. San Martín    | Miguel Grau          | 24 de abril | 13:15      | Gol Perú   |
| Carlos A. Mannucci  | 1 - 3      | Alianza Atlético    | Monumental           | 26 de abril | 11:00      | Gol Perú   |
| Liguilla B          |            |                     |                      |             |            |            |
| Deportivo Municipal | 2 - 1      | Binacional          | Miguel Grau          | 23 de abril | 15:30      | Gol Perú   |
| Alianza Universidad | 1 - 0      | Sport Boys          | Iván Elías Moreno    | 24 de abril | 11:00      | Gol Perú   |
| Alianza Lima        | 2 - 2      | Univ. César Vallejo | Iván Elías Moreno    | 24 de abril | 15:30      | Gol Perú   |
| Cusco FC            | 0 - 1      | Sport Huancayo      | Monumental           | 26 de abril | 15:30      | Gol Perú   |
| Clásico de la fecha |            |                     |                      |             |            |            |
| Universitario       | 0 - 1      | Sporting Cristal    | Nacional             | 25 de abril | 15:30      | Gol Perú   |

| Fecha 6             | Fecha 6    | Fecha 6             | Fecha 6              | Fecha 6     | Fecha 6    | Fecha 6    |
| Equipo 1            | Resultado  | Equipo 2            | Estadio              | Fecha       | Hora       | TV         |
| Liguilla A          | Liguilla A | Liguilla A          | Liguilla A           | Liguilla A  | Liguilla A | Liguilla A |
| ------------------- | ---------- | ------------------- | -------------------- | ----------- | ---------- | ---------- |
| UTC                 | 1 - 3      | Ayacucho FC         | Monumental           | 30 de abril | 11:00      | Gol Perú   |
| Univ. San Martín    | 1 - 0      | Academia Cantolao   | Monumental           | 30 de abril | 15:30      | Gol Perú   |
| Alianza Atlético    | 1 - 2      | Universitario       | Iván Elías Moreno    | 1 de mayo   | 15:30      | Gol Perú   |
| Cienciano           | 5 - 2      | Carlos A. Mannucci  | Alejandro Villanueva | 3 de mayo   | 18:00      | Gol Perú   |
| Liguilla B          |            |                     |                      |             |            |            |
| Sport Boys          | 3 - 1      | Deportivo Municipal | Alejandro Villanueva | 30 de abril | 18:00      | Gol Perú   |
| Sporting Cristal    | 2 - 1      | Alianza Lima        | Nacional             | 2 de mayo   | 15:30      | Gol Perú   |
| Sport Huancayo      | 3 - 3      | Alianza Universidad | Miguel Grau          | 3 de mayo   | 11:00      | Gol Perú   |
| Univ. César Vallejo | 1 - 1      | Cusco FC            | Miguel Grau          | 3 de mayo   | 15:30      | Gol Perú   |
| Clásico de la fecha |            |                     |                      |             |            |            |
| Binacional          | 1 - 1      | FBC Melgar          | Iván Elías Moreno    | 1 de mayo   | 11:00      | Gol Perú   |

| Fecha 7             | Fecha 7    | Fecha 7             | Fecha 7              | Fecha 7    | Fecha 7    | Fecha 7    |
| Equipo 1            | Resultado  | Equipo 2            | Estadio              | Fecha      | Hora       | TV         |
| Liguilla A          | Liguilla A | Liguilla A          | Liguilla A           | Liguilla A | Liguilla A | Liguilla A |
| ------------------- | ---------- | ------------------- | -------------------- | ---------- | ---------- | ---------- |
| UTC                 | 0 - 1      | Univ. San Martín    | Alejandro Villanueva | 7 de mayo  | 13:15      | Gol Perú   |
| FBC Melgar          | 1 - 3      | Alianza Atlético    | Miguel Grau          | 8 de mayo  | 11:00      | Gol Perú   |
| Universitario       | 3 - 2      | Cienciano           | Iván Elías Moreno    | 8 de mayo  | 13:15      | Gol Perú   |
| Carlos A. Mannucci  | 1 - 1      | Ayacucho FC         | Alejandro Villanueva | 8 de mayo  | 18:00      | Gol Perú   |
| Liguilla B          |            |                     |                      |            |            |            |
| Alianza Lima        | 2 - 0      | Binacional          | Alberto Gallardo     | 7 de mayo  | 15:30      | Gol Perú   |
| Cusco FC            | 1 - 2      | Sporting Cristal    | Miguel Grau          | 8 de mayo  | 15:30      | Gol Perú   |
| Sport Huancayo      | 0 - 0      | Univ. César Vallejo | Videna FPF           | 9 de mayo  | 15:30      | Gol Perú   |
| Deportivo Municipal | 1 - 0      | Alianza Universidad | Alberto Gallardo     | 10 de mayo | 13:00      | Gol Perú   |
| Clásico de la fecha |            |                     |                      |            |            |            |
| Academia Cantolao   | 2 - 1      | Sport Boys          | Alberto Gallardo     | 7 de mayo  | 11:00      | Gol Perú   |

| Fecha 8             | Fecha 8    | Fecha 8             | Fecha 8              | Fecha 8    | Fecha 8    | Fecha 8    |
| Equipo 1            | Resultado  | Equipo 2            | Estadio              | Fecha      | Hora       | TV         |
| Liguilla A          | Liguilla A | Liguilla A          | Liguilla A           | Liguilla A | Liguilla A | Liguilla A |
| ------------------- | ---------- | ------------------- | -------------------- | ---------- | ---------- | ---------- |
| Ayacucho FC         | 3 - 3      | Universitario       | Iván Elías Moreno    | 15 de mayo | 15:30      | Gol Perú   |
| Cienciano           | 0 - 1      | Univ. San Martín    | Alejandro Villanueva | 15 de mayo | 18:00      | Gol Perú   |
| Carlos A. Mannucci  | 2 - 1      | FBC Melgar          | Miguel Grau          | 16 de mayo | 11:00      | Gol Perú   |
| Alianza Atlético    | 0 - 1      | Academia Cantolao   | Iván Elías Moreno    | 17 de mayo | 15:30      | Gol Perú   |
| Liguilla B          |            |                     |                      |            |            |            |
| Binacional          | 1 - 2      | Univ. César Vallejo | Iván Elías Moreno    | 15 de mayo | 11:00      | Gol Perú   |
| Deportivo Municipal | 1 - 1      | Cusco FC            | Alejandro Villanueva | 15 de mayo | 13:15      | Gol Perú   |
| Sporting Cristal    | 2 - 0      | Sport Huancayo      | Miguel Grau          | 16 de mayo | 15:30      | Gol Perú   |
| Sport Boys          | 0 - 2      | Alianza Lima        | Alberto Gallardo     | 17 de mayo | 13:15      | Gol Perú   |
| Clásico de la fecha |            |                     |                      |            |            |            |
| Alianza Universidad | 1 - 2      | UTC                 | Videna FPF           | 17 de mayo | 11:00      | Gol Perú   |

| Fecha 9             | Fecha 9    | Fecha 9             | Fecha 9              | Fecha 9    | Fecha 9    | Fecha 9            |
| Equipo 1            | Resultado  | Equipo 2            | Estadio              | Fecha      | Hora       | TV                 |
| Liguilla A          | Liguilla A | Liguilla A          | Liguilla A           | Liguilla A | Liguilla A | Liguilla A         |
| ------------------- | ---------- | ------------------- | -------------------- | ---------- | ---------- | ------------------ |
| UTC                 | 0 - 2      | Alianza Atlético    | Videna FPF           | 22 de mayo | 13:15      | Gol Perú           |
| Universitario       | 0 - 0      | Carlos A. Mannucci  | Iván Elías Moreno    | 23 de mayo | 15:30      | Gol Perú           |
| FBC Melgar          | 3 - 0      | Cienciano           | Alberto Gallardo     | 23 de mayo | 15:30      | Movistar Deportes  |
| Academia Cantolao   | 2 - 2      | Ayacucho FC         | Alejandro Villanueva | 23 de mayo | 15:30      | Movistar Eventos 2 |
| Liguilla B          |            |                     |                      |            |            |                    |
| Cusco FC            | 3 - 1      | Binacional          | Videna FPF           | 21 de mayo | 13:15      | Gol Perú           |
| Alianza Lima        | 2 - 0      | Alianza Universidad | Alberto Gallardo     | 21 de mayo | 15:30      | Gol Perú           |
| Univ. César Vallejo | 3 - 0      | Sporting Cristal    | Alejandro Villanueva | 22 de mayo | 15:30      | Gol Perú           |
| Sport Huancayo      | 0 - 1      | Sport Boys          | Monumental           | 23 de mayo | 11:00      | Gol Perú           |
| Clásico de la fecha |            |                     |                      |            |            |                    |
| Univ. San Martín    | 1 - 0      | Deportivo Municipal | Monumental           | 23 de mayo | 15:30      | Movistar Eventos   |

## Definición
| 30 de mayo de 2021, 14:00 | Sporting Cristal                   | 2:0 (0:0, 0:0) (t. s.) | Universidad San Martín | Alejandro Villanueva, Lima |                          |
|                           | Hohberg 94' · Riquelme 107' (pen.) | Reporte                |                        | Árbitro(s): Kevin Ortega   | Árbitro(s): Kevin Ortega |

| Bandera de Perú                 |
| Ganador Fase 1 Sporting Cristal |